# Двигатель Nissan VE
Nissan VE — шестицилиндровый бензиновый двигатель внутреннего сгорания объёмом 3,0 л (2960 см3) производства компании Nissan.

## Описание
Впервые двигатель VE был представлен в 1992 году. Он оснащён чугунным блоком цилиндров, алюминиевой головкой блока цилиндров с четырьмя клапанами на цилиндр и двумя верхними распредвалами, изменяемыми фазами газораспределения на впускных клапанах, катушкой зажигания и регулируемым впускным клапаном (в сочетании с пятиступенчатой трансмиссией). Двигатель имел степень сжатия 10,0:1, диаметр цилиндра 87 мм и ход поршня 83 мм.
Существенными различиями между VE30DE и VG30DE являются головки блока цилиндров. Низкий клиренс под капотом Nissan Maxima (J30) 1992—1994 годов выпуска потребовал разработки двигателя под углом наклона 30° (вместо 46°) между клапанами. Недостаток места потребовал переработку распредвала, а поэтому дополнительно была разработана специальная цепная передача.
Распредвалы приводятся в движение одной первичной и двумя вторичными цепями. В остальном двигатель имеет сходства с VG30DE.

## VE30DE
Двигатель VE30DE развивает мощность 142 кВт (190 л. с.) при 5600 об/мин и крутящий момент 258 Н⋅м при 4000 об/мин. Красная зона в пределах 6600 об/мин. Двигатель выпускался с июля 1992 по март 1994 года. Устанавливался на:
- 1992—1994 Nissan Maxima SE[6]